# Rulrul cap-roig
El rulrul cap-roig (Haematortyx sanguiniceps) és una espècie d'ocell de la família dels fasiànids (Phasianidae) que habita els boscos de les valls de muntanya de Borneo. És l'única espècie del gènere Haematortyx.